# Failan
Failan (Originaltitel: koreanisch 파이란 Pailan) ist ein südkoreanischer Spielfilm von Regisseur Song Hae-seong, gedreht im Jahr 2001 in und um Incheon (Korea). Erzählt wird in dieser Mischung aus Gangsterfilm und Melodram die Liebesgeschichte zwischen zwei Menschen, die sich nie begegnet sind.

## Handlung
Failan, eine Chinesin Anfang 20, kommt nach Südkorea, um dort ihre einzig lebenden Verwandten zu suchen. Allerdings findet sie heraus, dass diese längst nach Kanada ausgewandert sind. Um trotzdem in Korea bleiben zu dürfen und eine Arbeitserlaubnis zu bekommen, bezahlt sie für eine arrangierte Scheinehe mit einem Mann, den sie nie persönlich kennenlernt. Sie findet eine Arbeit auf dem Land. Alles, was sie hat, ist ein Foto von ihrem Ehemann. Trotzdem hält sie an dem Traum fest, ihn eines Tages treffen zu können und beginnt sogar, ihm Briefe zu schreiben, hat aber nicht den Mut, diese abzuschicken.
Die andere Handlung des Films dreht sich um ihren Ehemann Lee Kang-jae, einen kleinen Gangster, involviert im organisierten Verbrechen. Obwohl schon etwas älter, ist er immer noch weit unten in der Hierarchie seiner Gang. Als sein Boss Yong-shik einen Mord begeht, fragt er Kang-jae, ob dieser die Schuld auf sich nehmen würde. Das hätte eine längere Gefängnisstrafe zur Folge. Eine Ablehnung könnte aber auch fatale Folgen für ihn haben. Da erreicht ihn die Nachricht vom Tod seiner Scheinehefrau. Als Ehemann wurde er benachrichtigt und er beschließt, zu ihrer Beerdigung aufs Land zu fahren. Dort bekommt er die Briefe von Failan. Das Lesen dieser Briefe voller Wärme und Hoffnung bringen Kang-jae dazu, sein bisheriges Leben in Frage zu stellen. Er bietet seinem Boss die Stirn.

## Kritiken
Failan hat überwiegend gute Kritiken bekommen:
- “…intolerable dramatic experience worthy of praise. With perfect direction, a masterful script, and two award-worthy performances by Min-shik and Cheung, Failan is a Korean movie that sets a new standard in drama. Failan grabs you for an instance, yet holds you for a lifetime.” (Mark Flora: Kung Fu Cult Cinema, deutsch: „…lobenswert unerträglich dramatische Erfahrung. Mit perfekter Regie, einem meisterhaften Drehbuch und zwei preiswürdigen schauspielerischen Leistungen von Min-Shik und Cheung ist Failan ein koreanischer Film, der neue Standards für Dramen setzt. Failan nimmt dich sofort gefangen und hält dich ein Leben lang.“)[1]
- “Song’s bittersweet redemption fable begins in a jagged vein, but slowly settles down along with its protagonist: there’s a lovely, sad montage of their respective excursions toward one another. The result brushes with sentimentality, but also finds an unexpected force of feeling.” (NB: Time Time Out London Issue 1789, deutsch: „Songs bittersüße Erlösungsfabel beginnt in einer uneinheitlichen Stimmung, beruhigt sich dann aber zusammen mit den Protagonisten: Es gibt eine liebenswerte, traurige Montage von ihrer Reise zueinander. Das Resultat kommt mit Sentimentalität, findet aber auch eine unerwartete Kraft der Gefühle.“)[2]
- “The movie is a subtle tour de force of subtlety, and both Cecilia Cheung (Failan) and Min-shik Choi (Kang-jae) are incredible in their roles. By the time the end credits rolled even my own cynical eyes were brimmed with tears. Yes, if you look carefully you’ll see that the film is an opera at its core, but it works and that’s what counts.” (Jeremy Knox: Film Threat, deutsch: „Der Film ist feine Tour-de-Force der Subtilität, und beide Cecilia Cheung und Min-shik Choisind unglaublich in ihren Rollen. Zum Ende des Films hatten sogar meine eigenen zynischen Augen Tränen. Ja, wenn man genau hinschaut, sieht man, daß der Film im Kern eine Oper ist, aber er funktioniert und das ist es was zählt.“)[3]

## Auszeichnungen
Grand Bell Awards 2002
- Grand Bell Award for Best Director

Deauville Asian Film Festival 2002
- Lotus for Best Film